# Federazione calcistica dell'Egitto
La Federazione calcistica dell'Egitto (in inglese Egyptian Football Association, acronimo EFA) è l'ente che governa il calcio in Egitto.
Fondata nel 1921, si affiliò alla FIFA nel 1923, e alla CAF nel 1957. Ha sede nella capitale Il Cairo e controlla il campionato nazionale, la coppa nazionale, la supercoppa e la Nazionale del paese.